# Narnijske kronike

Narnijske kronike (eng. The Chronicles of Narnia) serija su od 7 romana za djecu fantastičnoga žanra sjevernoirskoga pisca C. S. Lewisa. Romani su prevedeni na 41 jezik, s više od 95 milijuna prodanih primjeraka. U njima je autor rabio motive iz kršćanstva, grčke i rimske mitologije te engleskih i irskih bajki.

## Romani iz serije "Narnijske kronike"
C.S. Lewis ostavio je poruku čitateljima, redoslijed čitanja Narnijskih kronika radi boljeg razumijevanja, koji glasi: 
- 1955. – Čarobnjakov nećak, (eng. The Magician’s Nephew)

Narnijska godina 1. 
Digory i Polly pronašli su tajni prolaz koji povezuje njihove kuće. Iz našeg svijeta su nestali na prijevaru i našli se u drugom svijetu pomoću magije. U njemu su pronašli strašno mjesto Charn i probudili zlu kraljicu Jadis. Zabunom su je doveli u naš svijet, a potom su se, nastojeći je vratiti kamo pripada, našli u novom svijetu i bili svjedoci stvaranja Narnije, koju je svojom pjesmom u život dozvao Aslan.
- 1950. – Lav, vještica i ormar, (eng. The Lion, the Witch and the Wardrobe)

Narnijska godina 1000.
Peter, Susan, Edmund i Lucy kroz stari su ormar pronašli put u Narniju. Ondje su se ujedinili s Aslanom u nastojanju da pobijede Bijelu Vješticu i spase Narniju od vječne tame i zime. Zbog toga što su postali vrlo hrabri, a dokazali su da mogu donositi teške i važne odluke, postaju kraljevima i kraljicama Narnije. A tko jednom postale kralj ili kraljica u Narniji, ostaje to zauvijek.
- 1954. – Konj i njegov dječak,  (eng. The Horse and His Boy)

Narnijska godina 1014.
Shasta je pobjegao iz zemlje Kalormena s narnijskim ratnim konjem po imenu Jihi. Zajedno s Aravis i njezinim konjem po imenu Hvin, otkriva kalormensku zavjeru o osvajanju Narnije. Kako ne smije dopustiti da netko podčini Narniju, mora pronaći način da to spriječi te spasi Narniju i bića u njoj.
- 1951. – Kraljević Kaspijan, (eng. Prince Caspian)

Narnijska godina 2303.
Teška su vremena u Narniji zahvaćenoj građanskim ratom. Kraljević Kaspijan prisiljen je, pušući u Veliki Narnijski Rog, odaslati poziv za pomoć junacima iz prošlosti: Peteru, Susan, Edmundu i Lucy. Kako bi u Narniji mogao ponovno biti uspostavljen mir, oni moraju zbaciti s prijestolja Kaspijanova ujaka, kralja Miraza.
- 1952. – Plovidba broda Zorogaza, (eng. The Voyage of the Dawn Treader)

Narnijska godina 2306.
Lucy, Edmund i njihov rođak Eustace na magičan način bivaju preneseni na brod kralja Kaspijana po imenu Zorogaz. Ploveći tim brodom kralj Kaspijan traži sedam izgubljenih prijatelja svoga oca. Putnici na svom pustolovnom putovanju susreću mnoga fantastična bića, čak i velikog Aslana glavom.
- 1953. – Srebrni stolac, (eng. The Silver Chair)

Narnijska godina 2356.
Na tajanstveni je način nestao kraljević Rilijan, obožavani sin kralja Kaspijana. Aslan šalje Eustacea i njegovu školsku prijateljicu Jill u potragu za kraljevićem u uvijek mračnu Zemlju Podzemlja. Kao i toliko puta prije, zla Vještica remeti im planove vezane uz kraljevića i Narniju. Kakve ih sve avanture čekaju na putovanju i na mjestu kao što je Kraj Svijeta?
- 1956. – Posljednja bitka, (eng. The Last Battle)

Narnijska godina 2555.
Lažni Aslan luta Narnijom naređujući svima da služe okrutnim Kalormenima i unoseći strah u svačije srce. Mogu li Jill i Eustace, koji su čudesnim moćima pozvani u Narniju u pomoć kralju Tirijanu, pronaći pravog Aslana i ponovo uspostaviti mir u zemlji? Posljednja je bitka najstrašnija i najsilnija od svih prije i konačna je borba dobra i zla.
Kronološki su knjige bile objavljivane ovim redom:
- 1950. – Lav, vještica i ormar, (eng. The Lion, the Witch and the Wardrobe)
- 1951. – Kraljević Kaspijan, (eng. Prince Caspian)
- 1952. – Plovidba broda Zorogaza, (eng. The Voyage of the Dawn Treader)
- 1953. – Srebrni stolac, (eng. The Silver Chair)
- 1954. – Konj i njegov dječak, (eng. The Horse and His Boy)
- 1955. – Čarobnjakov nećak, (eng. The Magician’s Nephew)
- 1956. – Posljednja bitka, (eng. The Last Battle)

U Narnijskim kronikama kroz sve knjige provlači se lik lava Aslana. Isus se u Bibliji naziva "lav iz plemena Judina". Aslan nije Krist nego ima neke osobine Kristova karaktera. U knjizi Lav, vještica i ormar Aslan se žrtvuje, umire i uskrsava po uzoru na Krista. U knjizi Princ Kaspijan tema je vječni život kroz prolijevanje krvi za drugoga. U knjigama Čarobnjakov nećak i Posljednja bitka teme su stvaranje i svršetak, a u knjizi Srebrni stolac učeništvo, apostoli. Lewisov prijatelj Tolkien smatrao je, da je u Narnijskim kronikama kršćanska poruka preočita. To je C. S. Lewis i želio postići.

## Filmska izdanja
- 2005. – Kronike iz Narnije: Lav, vještica i ormar, (eng. The Chronicles of Narnia: The Lion, the Witch and the Wardrobe)[2]
- 2008. – Kronike iz Narnije: Kraljević Kaspijan, (eng. The Chronicles of Narnia: Prince Caspian)[3]
- 2010. – Kronike iz Narnije: Plovidba broda Zorogaza, (eng. The Chronicles of Narnia: The Voyage of the Dawn Treader)[4]

## Vanjske poveznice
|  | Zajednički poslužitelj ima još gradiva o temi Narnijske kronike |